# Серафима (Горшкова)
Монахиня Серафи́ма (в миру Анна Алексеевна Горшкова; 2 [14] февраля 1893, Хмельники, Угличский уезд, Ярославская губерния — 19 ноября 1937, Лисья балка) — святая Русской православной церкви в лике преподобномученицы. Память в Русской православной церкви совершается в день мученической кончины 19 ноября (6 ноября).

## Жизнеописание
Анна родилась в крестьянской семье в деревне Хмельники Угличского уезда Ярославской губернии (ныне Переславского района Ярославской области). Обучалась в церковно-приходской школе.
До 1917 года Анна ушла в монастырь. Неизвестны ни местонахождение, ни название обители, ни время монашеского пострига с наречением имени Серафима. Предположительно, она могла быть насельницей Спасо-Преображенской пустыни в местечке Епихарка Угличского уезда. После революции 1917 года обитель была закрыта, и до 1921 года сестра Серафима вела скитальческую жизнь. В 1921 году ей удалось поступить в Воскресенский Новодевичий монастырь в Петрограде, насельницей которого была её старшая сестра Елизавета. Насельницы были вынуждены самостоятельно заботиться о пропитании: из документов следственного дела известно, что монахиня Серафима работала стекольщицей в артели, созданной в монастыре.
В первый раз Серафима была арестована 17 февраля 1932 года в числе арестованных в обители 126 сестёр. 22 марта монахиня Серафима была осуждена по ст. 58 п. 10 Уголовного кодекса РСФСР на три года ссылки в Казахстан. После окончания срока осталась в Казахстане, чтобы быть рядом со своими духовными наставниками, посвятив себя служению сосланным в те места священнослужителям.

## Мученическая кончина
Повторно арестована 9 октября 1937 года в городе Чимкенте Южно-Казахстанской области. Во время следствия содержалась в Чимкентской тюрьме. Протоколы допроса монахини Серафимы совпадают слово в слово с протоколами допроса с проходившими с ней по одному делу иеромонахом Гавриилом (Владимировым) и другими. Ей вменили в вину то, что она «состояла членом к-р организации церковников. Вместе с [монахиней] Барановой [Марией Михайловной] принимала участие в нелегальном совещании к-р центра в выработке методов развертывания к-р работы среди населения по подготовке выступления против сов. власти. В квартире Горшковой и Барановой устраивались нелегальные сборища членов к-р организации».
Всем арестованным по делу, в том числе монахине Серафиме, было предъявлено обвинение по ст. 58-10, 58-11 Уголовного кодекса РСФСР: «Проведенным расследованием установлено, что вышеперечисленные лица состояли в контрреволюционной организации церковников, руководимой контрреволюционным центром в лице бывших митрополитов Смирнова К., Петровых И. и епископа Кобранова Е., отбывавших административную ссылку и проживавших до их ареста на территории Южно-Казахстанской области. Для достижения успехов в борьбе с Советской властью и объединения всех сил духовенства на этой платформе, была прекращена вражда между собой на почве их различной принадлежности к церковным течениям и развернута активная контрреволюционная деятельность по подготовке вооруженного восстания, свержения советской власти и установления монархического строя». На вопрос следователя о контрреволюционной деятельности отвечала: «Контрреволюционной деятельностью я не занимаюсь, и показать по этому вопросу ничего не могу».
19 ноября 1937 года тройкой при УНКВД по Южно-Казахстанской области приговорена к расстрелу. В ночь на 20 ноября расстреляна в Лисьей балке близ Чимкента — печально известном месте уничтожения осуждённых. Место погребения неизвестно; предположительно, всех осуждённых и расстрелянных по делу похоронили в общей могиле в Лисьей балке.
Канонизирована Архиерейским собором Русской православной церкви 2000 года по представлению Чимкентской епархии. Память в Русской православной церкви совершается в день мученической кончины 19 ноября (6 ноября) и в Соборе новомучеников и исповедников Церкви Русской.
Реабилитирована 12 декабря 1957 года Военным трибуналом Туркестанского военного округа «за недоказанностью состава преступления».